# Morgiewicze (przystanek kolejowy)
Morgiewicze (lit. Margionys, ros. Маргенис) – zlikwidowany przystanek kolejowy w pobliżu miejscowości Morgiewicze, w rejonie orańskim, w okręgu olickim, na Litwie. Leży na linii dawnej Kolei Warszawsko-Petersburskiej.
Po rozpadzie Związku Sowieckiego odcinek linii po stronie litewskiej od Marcinkańców do granicy państwowej został zlikwidowany.